# Federigo Zuccari (astronomo)
Federigo Zuccari (Isola del Liri, 26 agosto 1783 – Barra, 15 dicembre 1817) è stato un astronomo italiano, direttore dell'Osservatorio Astronomico di Napoli.

## Biografia
Nacque ad Isola del Liri, allora in provincia di Terra di Lavoro, da famiglia benestante, dalla quale discenderà un altro celebre astronomo, cioè Ernesto Capocci, figlio di Marta Zuccari, sua sorella.
Studiò a Napoli prima e a Roma poi. Nel 1809, tornato nella città partenopea, insegnò geografia matematica al Collegio Militare della Nunziatella. Tuttavia, dovette lasciare presto l'insegnamento per recarsi, su richiesta del gabinetto di Murat, che l'aveva prescelto come futuro direttore dell'Osservatorio di San Gaudioso, a specializzarsi in astronomia, presso la Specola di Brera, sotto la guida di Barnaba Oriani.
Rientrò da Milano nel 1812, ebbe la cattedra di astronomia all'Università di Napoli e andò a dirigere, come previsto, la Specola di San Gaudioso, dotandola delle più moderne strumentazioni. Zuccari si accorse, però, che il sito astronomico non era adeguato alle osservazioni, per cui progettò e fece approvare dal Governo la realizzazione di un nuovo Osservatorio, quello di Capodimonte, i cui lavori furono diretti dall'architetto Stefano Gasse. Sempre nel 1812, ravvisando la necessità di libri specialistici, ottenne da Giuseppe Zurlo un apposito fondo per l'istituzione della biblioteca astronomica, che lo stesso scienziato isolano curò.
Zuccari fu socio della Reale Accademia delle Scienze e Belle Lettere di Napoli, così come della prestigiosa Accademia Pontaniana. Poco prima che la morte lo cogliesse prematuramente, nel 1817, aveva annunciato l'imminente uscita di alcuni suoi scritti, rimasti dunque inediti, fra i quali le osservazioni astronomiche fatte nella Specola di S. Gaudioso, le memorie astronomiche e la descrizione dell'Osservatorio di Capodimonte e dei suoi strumenti.
Fu tumulato nella Chiesa di San Domenico nel quartiere Barra di Napoli.

## Articoli principali
- Metodo facile ed uniforme di descrivere orologi a sole su qualunque superficie piana, in «Giornale Enciclopedico di Napoli», VIII (1814), t. 3, pp. 129–140.
- Considerazioni sulle costruzioni delle carte geografiche, e particolarmente sul metodo proposto dal Cav. Anton-Mario Lorgna ne' suoi «Principi di Geografia Astronomico-Geometrica», in «Giornale Enciclopedico di Napoli», IX (1815),  t. 1, pp. 47–70.
- Sul grado di esattezza di alcune formole, che servono a trovare il tempo vero dato il tempo decorso fra gli appulsi di due Stelle di posizione conosciuta al medesimo, in «Giornale Enciclopedico di Napoli», IX (1815), t. 3, pp. 5–31.
- Breve cenno su gli Osservatorj di Pisa e di Napoli, in «Giornale Enciclopedico di Napoli», XI (1817), t. 1, pp. 104–114.